# Едуардо Рамос (1949)
Едуардо Рамос (ісп. Eduardo Ramos, нар. 8 листопада 1949) — мексиканський футболіст, що грав на позиції захисника.
Виступав, зокрема, за клуби «Толука» та «Гвадалахара», а також національну збірну Мексики.

## Клубна кар'єра
У дорослому футболі дебютував 1968 року виступами за команду «Толука», в якій провів дев'ять сезонів. За цей час став з командою чемпіоном та володарем Кубка Мексики, а також переможцем Кубка чемпіонів КОНКАКАФ.
1977 року перейшов до клубу «Гвадалахара», за який відіграв ще 4 сезони. Більшість часу, проведеного у складі «Гвадалахари», був основним гравцем захисту команди. Завершив кар'єру футболіста виступами за команду «Гвадалахара» у 1981 році.

## Виступи за збірну
19 лютого 1971 року дебютував в офіційних матчах у складі національної збірної Мексики в товариській грі проти СРСР (0:0). Того ж року він поїхав з командою на Чемпіонат націй КОНКАКАФ 1971 року, де був основним гравцем своєї команди і зіграв у всіх п'яти матчах з першої до останньої хвилини, тоді як його команда здобула золоті медалі на цьому змаганні.
Згодом у складі збірної був учасником чемпіонату світу 1978 року в Аргентині. Там він з'явився у двох зустрічах — з Тунісом (1:3) та ФРН (0:6), а його команда не подолала груповий етап.
Загалом протягом кар'єри у національній команді, яка тривала 8 років, провів у її формі 37 матчів.

## Титули і досягнення
- Чемпіон Мексики (1):

«Толука»: 1974/75
- Володар Суперкубка Мексики (1):

«Толука»: 1968
- Володар Кубка чемпіонів КОНКАКАФ (1):

«Толука»: 1968
- Переможець Чемпіонату націй КОНКАКАФ: 1971, 1977
- Бронзовий призер Чемпіонату націй КОНКАКАФ: 1973